# José Ingenieros
José Ingenieros (Palermo, 24 de abril de 1877 – Buenos Aires, 31 de outubro de 1925) foi um médico, psiquiatra, psicólogo, farmacêutico, escritor, docente, filósofo e sociólogo ítalo-argentino.
Seu livro "Evolução das ideias argentinas" marcou rumos no entendimento do desenvolvimento histórico da Argentina como nação. Se destacou por sua influência entre os estudantes que protagonizaram a Reforma Universitária de 1918.

## Biografia
Nasceu na capital da Sicília com o nome de Giuseppe Ingegneri e quando ainda pequeno sua família emigrou à Argentina. Em 1892, já havendo finalizado seus estudos secundários, fundou o periódico La Reforma e um ano depois, 1893, ingressou como aluno na Faculdade de Medicina de Buenos Aires, da qual recebeu em 1897 o grau de farmacêutico e em 1900 de médico com sua tese Simulación en la lucha por la vida.
Em 1903 a Academia Nacional de Medicina o premiou por Simulación de la locura (sequência de sua tese editada em livro). Foi nomeado Jefe de la Clínica de Enfermedades Nerviosas de la Facultad de Medicina (Chefe da Clínica de Enfermidades Nervosas da Faculdade de Medicina) da Universidade de Buenos Aires e em 1904 ganhou a suplência da Cátedra de Psicología Experimental na Facultad de Filosofía y Letras.
Se converteu em um destacado membro da Cátedra de Neurología a cargo de José María Ramos Mejía e no Servicio de Observación de Alienados de la Policía de la Capital, do qual chegou a ser seu diretor.
Entre 1902-1913 dirigiu os arquivos de Psiquiatria e Criminologia e assumiu o cargo do Instituto de Criminologia da Penitenciaria Nacional de Buenos Aires, alternando seu trabalho com conferências em universidades européias.
Em 1908 ganhou a Cátedra de Psicologia Experimental na Facultad de Filosofía y Letras de la Universidad de Buenos Aires. Nesse ano fundou a Sociedad de Psicología (Sociedade de psicologia).
Em 1909 foi eleito Presidente da Sociedade Médica Argentina e nomeado Delegado Argentino do Congresso Científico Internacional de Buenos Aires. Completou seus estudos científicos nas universidades de Paris, Genebra, Lausana e Heidelberg.
Seus ensaios sociológicos, El Hombre Mediocre e ensaios críticos e políticos, como Al margen de la ciencia, Hacia una moral sin dogmas, Las Fuerzas Morales, Evolución de las ideas argentinas e Los tiempos nuevos tiveram um grande impacto no ensino ao nível universitário na Argentina e obtiveram uma grande adesão moral entre a juventude latinoamericana.
Além de dirigir seu periódico bimestral, "Seminario de Filosofía", mesclou sua paixão pela ciência com uma ética social acentuada. Em suas múltiplas atividades demonstrou uma capacidade e penetração notórias, sendo considerado um intelectual de peso em seu tempo.
Durante a Reforma Universitária iniciada em 1918 foi eleito Vicedecano da Facultade de Filosofia e Letras, com amplo apoio do movimento estudantil.
Em 1914 José Ingenieros se casa com Eva Rutenberg em Lausana, Suíça; ainda que o noivado tenha se realizado em Buenos Aires. Do matrimônio nasceram quatro filhos, Delia, Amalia, Julio e Cecilia. Sua mulher Eva Rutenberg ainda viveu 30 anos, sua filha menor Cecilia faleceu em 1995 e a maior Delia em 1996.
Em 1919 renunciou a todos os cargos docentes e començou até 1920 sua etapa de luta política, participando de maneira ativa em favor do grupo progressista "Claridad", de tendência comunista.
Em 1922 promoveu a formação da "Unión Latinoamericana", um organismo de luta contra o imperialismo que difundiu continentalmente as idéias antiimperialistas.
Em 1925, a poucos meses de sua morte, criou o periódico mensal "Renovación" contra o imperialismo, assinando com os pseudónimos de Julio Barreda Lynch e de Raúl H. Cisneros.
Ao passar do tempo discordou das posturas do socialismo de Estado e começou a colaborar com periódicos anarquistas, chegando a ser abertamente um simpatizante do anarquismo, várias de suas obras literárias refletem esta aproximação.
Morreu relativamente jovem, a 31 de outubro de 1925, aos 48 anos.

## Obra
Ingenieros foi um representante destacado do pensamento positivista, sobretudo em seus primeiros anos. Também foi um dos fundadores do socialismo na Argentina, ainda que não tenha participado organicamente na atividade partidária.
A partir da década de 20 começou a aprofundar uma linha de pensamento mais relacionada com os aspectos morais e políticos, ambos aspectos que Ingenieros via intimamente relacionados, inspirando à juventude latinoamericana que realizou a reforma universitária desde 1918 e o nomeou Maestro de la Juventud de América Latina.
Seus desenvolvimentos sobre a identidade latinoamericana e o antiimperialismo tiveram grande influência sobre várias generações do continente.